# Karl III. (Savoyen)

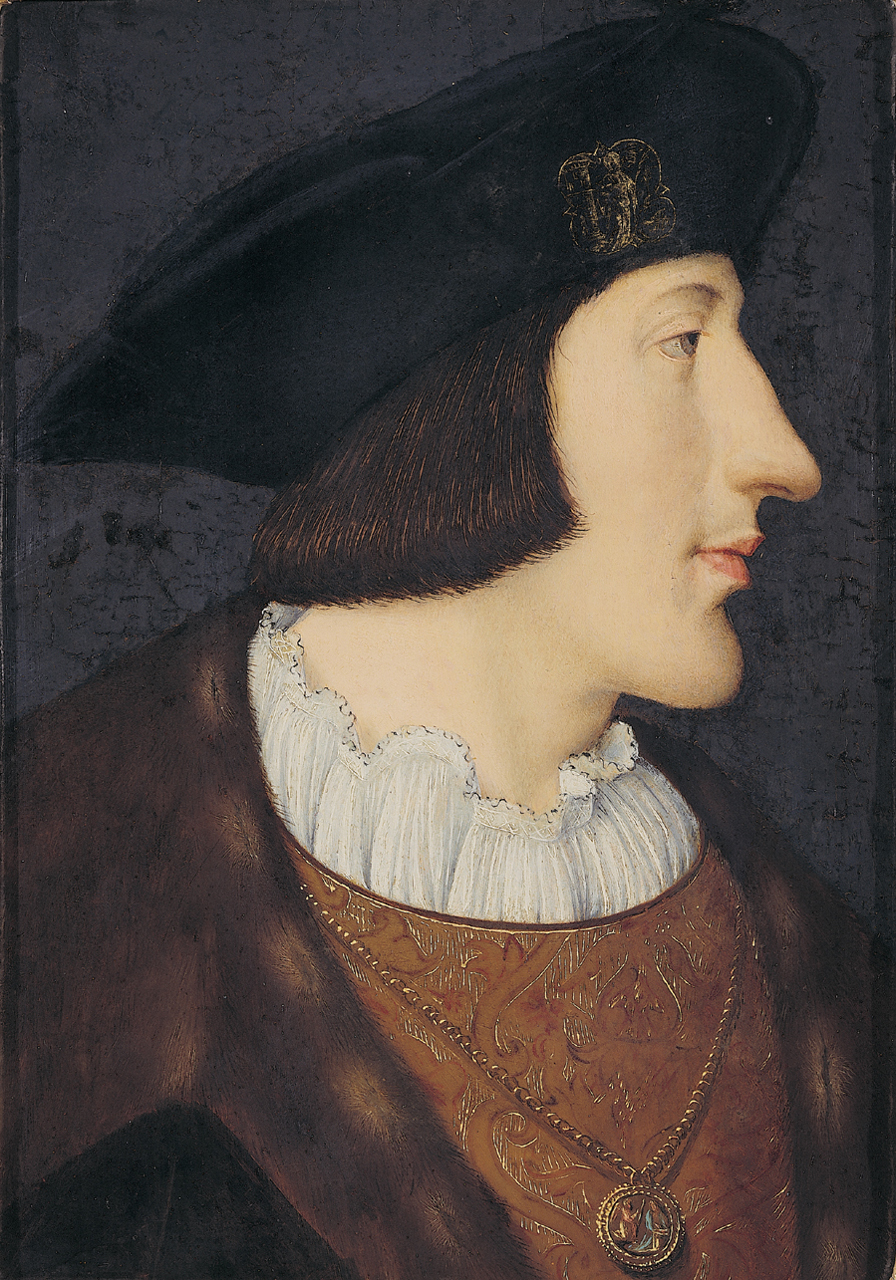
Karl III., Herzog von Savoyen (Gemälde von Jean Clouet)

Karl III. (II.) genannt der Gute (il Buono) (* 10. Oktober 1486 in Chazey-sur-Ain; † 17. August 1553 in Vercelli) war von 1504 bis 1553 Herzog von Savoyen, obwohl das Land in der Zeit von 1536 bis zu seinem Tod von der französischen Krone beherrscht wurde. Er war außerdem Titular-König von Zypern und Jerusalem.

## Leben
Karl war der jüngere Sohn des Philipp II. „Ohneland“ und dessen zweiter Frau Claudine de Brosse, eine Familie, die ihre Ansprüche auf das Herzogtum Bretagne ohne Erfolg geltend machte. Seine Großeltern waren Ludwig der Ältere und Anna von Zypern; sein Vorgänger Philibert II. war ein Halbbruder. Er wurde nach seinem Cousin, dem damals regierenden Karl I., genannt „der Krieger“, benannt.
Als er zehn Jahre alt geworden war, bestieg sein Vater unerwartet den Thron seines Großneffen Karl II. als Herzog und nunmehriges Oberhaupt der Dynastie Savoyen, die dem Titel nach auch über das Königreich Zypern, Jerusalem und Armenien herrschte.
1497 bestieg der Halbbruder Karls III. Philibert II. den Thron des Vaters. 1504 starb Philibert kinderlos. Mit 18 Jahren folgte ihm dann Karl III.
Obwohl 1499 die Rechte der Familie Savoyen an Jerusalem und Zypern verloren gegangen waren, führte Karl III. die Titel weiterhin. Erst 1713 erhielt einer der Nachkommen Karls III., Victor Amadeus II. die Bestätigung der Könige von Spanien und Frankreich, diese Titel fortzuführen. Sie waren mit dem Tode Karls an die französischen Herren von La Tremoille, den Prinzen von Talmond und Taranto gegangen.
Karl III. verband sich in den Italienischen Kriegen mit den Habsburgern. König Franz I. von Frankreich und Kaiser Karl V. fochten erbitterte Schlachten. Karl III. heiratete schließlich Beatrix von Portugal (1504–1538), die Tochter Manuels I., eines nahen Verwandten des Kaisers. Beatrix und Karl III. hatten gemeinsam neun Kinder, von denen jedoch lediglich eines, Emanuel Philibert, die Volljährigkeit erreichte.
Die Franzosen überrannten das Herzogtum ab 1536 mehrere Male und konnten die meisten Gebiete bis 1559 halten. Weitere Teile des Landes gingen zudem an die Schweiz verloren. Karl III. verbrachte daher diese Zeit seines Lebens in den verbliebenen Gebieten Nizza, dem Aostatal und Vercelli.
Karl III. war der Herzog, der François Bonivard, den Prior von Genf, 1530 in Schloss Chillon einkerkerte.

## Zählweise
In der italienischen Geschichtsschreibung wird Karl der Gute teilweise als Carlo II. gezählt, da sein Vorfahr Karl Johann Amadeus (in der französischen und internationalen Geschichtsschreibung Charles bzw. Karl II.) als Carlo Giovanni Amedeo nicht in die Nummerierung miteinbezogen wird. Demzufolge ist sein Nachfolger Karl der Gute gelegentlich auch in der deutschsprachigen Literatur als Karl II. der Gute zu finden.